# Guzel Yájina
Guzel Yájina (en ruso: Гузель Шамильевна Яхина, en tártaro: Гүзәл Яхина, romanizado: Güzäl Yaxina, 1 de junio de 1977, Kazán, RASS Tártara, Unión Soviética) es una escritora y guionista tártara que escribe en idioma ruso y es ganadora de los premios Gran Libro y Yásnaia Poliana.

## Biografía
Nació en la capital de Tatarstán de padre ingeniero y madre médica. Su idioma materno es el tártaro, pues era el que hablaban en casa; el ruso lo aprendió cuando comenzó ir a la guardería.
Estudió en el Departamento de Lenguas Extranjeras de la Universidad Estatal Tártara de Humanidades y Educación. En 1999, se mudó a Moscú y en 2015 se graduó de la Escuela de Cine con un título en escritura de guiones.

## Carrera
Yájina trabajó en relaciones públicas y publicidad. Comenzó su carrera de escritora con publicaciones en las revistas Nevá y Oktiabr. Fragmentos de Zuleijá abre los ojos, su primera novela, aparecieron en la revista Sibírskiye Ogní (Luces siberianas). 
La novela debut se basa en las experiencias de su abuela que sufrió en la década de 1930, como parte del programa de deskulakización, la deportación forzosa a Siberia de muchos tártaros. 
La novela cuenta con traducción española a cargo de Jorge Ferrer, publicada en 2019 por la editorial Acantilado.
En septiembre de 2024 se ha publicado en España, por la misma editorial y con el mismo traductor que la anterior, la segunda novela extensa de Yájina: Tren a Samarcanda. En esta novela Yájina aborda el trágico asunto de las decenas o centenares de miles de niños que, como consecuencia de la Guerra Civil rusa vagaban abandonados por las calles; narrando la épica evacuación ferroviaria de quinientos de estos niños desde Kazán hasta Samarcanda, en el Turquestán soviético, entonces en mejores condiciones alimentarias.

## Obras

### Cuentos cortos
- Мотылек (Polilla). Revista Nevá, n.º2, 2014 (en ruso)
- Винтовка (Fusil). Revista Oktiabr, n.º 5, 2015 (en ruso)

### Guiones
- Подарок (Regalo), 2016[4]

### Novelas
- Зулейха открывает глаза. Moscú: АСТ. 2015. ISBN 978-5-17-090436-5.
  - Zuleijá abre los ojos. Acantilado. 2019. ISBN 978-84-17346-55-3. Traducción al castellano de Jorge Ferrer.
- Дети мои. Moscú: АСТ. 2019. ISBN 978-5-17-107766-2.
  - Hijos míos.

## Premios
- Yásnaya Polyana, 2015[2]
- Gran libro por Zuleijá abre los ojos, 2015[5]
- Boleto a las estrellas, premio literario de la ciudad de Kazán, 2015[6]
- Les prix du magazine "Transfuge " de la rentrée littéraire, Francia 2017[7]
- Gran Libro por Hijos míos, 2019[8]